# Power tumbling
Power tumbling er en gren indenfor springgymnastikken, hvor der hovedsageligt lægges vægt på baglænsroterende spring, såsom flikflak, whip-backs, saltoer med skruer og dobbelt- og tripelsaltoer. Disse spring sættes sammen i kombinationer bestående af 8 spring i træk.
Et eksempel på en "begynder"-kombination kunne være: Rondat-Whip-Whip-Whip-Whip-Whip-Flik-Strakt Salto. Nogle af de bedste til verdensmesterskaberne er helt oppe og lave: Rondat-Flik- Strakt Full-Full (Strakt dobbeltbaglænder med en skrue i hver salto)-Whip-flik- Strakt Full-in (Strakt dobbeltbaglæns salto med en hel skrue i første rotation) – whip -Strakt Full-Full. Andrey Krylov, en russisk gymnast, har også lavet en 8-springskombination med to dobbeltrotationer afsluttende med en tripelrotation.

## Niveauer
Er man ikke god nok til at lave 8 spring, som det forventes, kan man stille op på et lavere niveau. Der findes disse niveauer:
1. 2 faste øvelser med bl.a. vejrmøller og rondat
2. 1 øvelse med rondat flik og en fri øvelse (3 momenter) ingen salto rotation
3. 2 frie øvelser, en på 3 og en på 4 momenter

De næste niveauer er opdelt efter alder, og ikke så meget efter hvad man kan: Whip gælder som salto rotation, flik og rondat, samt whip må gentages så meget man vil
- Mini 5 moments (5 spring efter eget valg)
- Junior 5 moment (5 spring efter eget valg)
- Senior 5 moment (5 spring efter eget valg)

Alle 5 moments rækker er der krav om at man afslutter med en salto rotation
- Mini 8 moment (8 spring efter eget valg
- Junior 8 moment (8 spring efter eget valg)
- Senior 8 moment (2 øvelser af bestående af 1 obligatorisk "Straight Pass"(salto øvelse) og 1 obligatorisk "Twisting Pass"(Skrue øvelse). I en Straight Pass skal der være minimum 3 salto rotationer og intet moment må indeholde mere end 180° skrue, sidste moment skal være salto rotation. En Twisting Pass skal også indeholde minimum 3 salto rotationer, og et moment skal indeholde minimum 360° skrue, og afslutnings momentet skal være salto rotation og indeholde min. 360°. )

I alle 8 moments rækker er der krav om, at man har tre salto rotationer, hvor af det ene er afsluttende. Springene udføres på en obligatorisk 25 meter lang bane plus 11 meters tilløb og 6 meter landingsfelt. Banen består af utallige tværgående glasfiberstænger holdt sammen af metalben, og oven på stængerne ligger 2 skumrullemåtter.

## Konkurrencer
Danmarks første Power Tumbling-konkurrence fandt sted i Svendborg 1996. Af internationale konkurrencer kan nævnes VM og EM, som finder sted forskudt hvert 2. år. I 2001 og 2015 fandt VM sted i Odense.